# 4217 Engelhardt
4217 Engelhardt là một tiểu hành tinh vành đai chính, được phát hiện ngày 24 tháng 1 năm 1988 bởi Carolyn S. Shoemaker ở Đài thiên văn Palomar. Tên ban đầu của nó là 1988 BO2. Nó được đặt theo tên the Baltic German geologist và mineralogist Wolf von Engelhardt (1910–2008).